# Hubertushütte
Hubertushütte – niemiecki nazistowski podobóz Auschwitz-Birkenau, zlokalizowany w Bytomiu (Łagiewniki).

## Historia obozu

### Lokalizacja
Obóz znajdował się na terenie huty żelaza Zygmunt, istniejącej od 1857 r. (do 1936 r. jako Huta Hubertus) w Bytomiu. Podczas II wojny światowej, w latach 1940–1942 zakład należał do I.G. Betriebsgruppe Bismarckhütte, następnie do Berghütte Königs und Bismarckhütte AG.

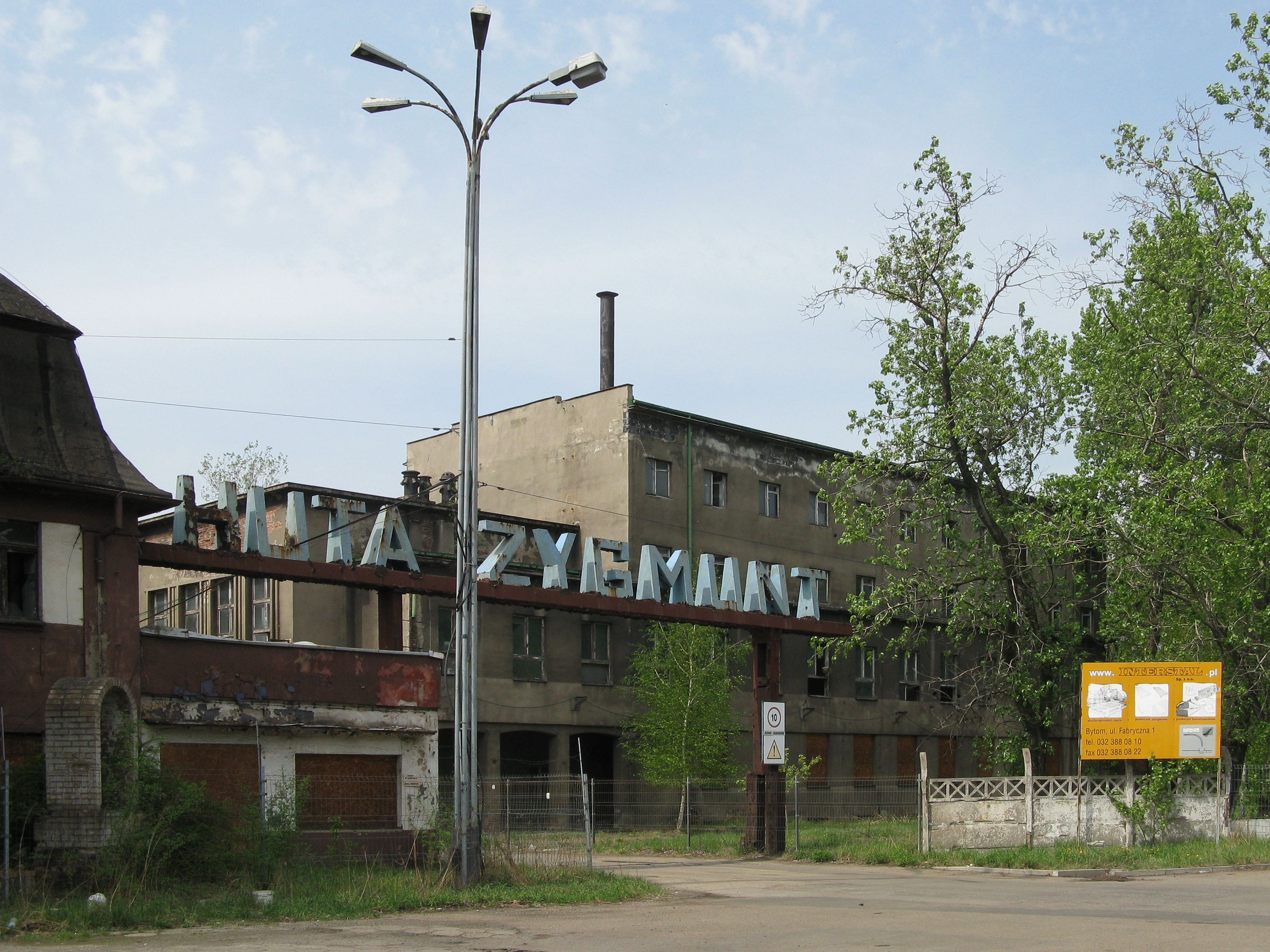
Budynki, w których mieściły się zakłady podobozu.

### Powstanie
Więźniowie pracowali w hucie na rzecz firmy Berghütte Königs und Bismarckhütte AG. Część z osadzonych Żydów umieszczono zastępczo w barakach obozu dla cudzoziemskich robotników przymusowych, gdyż właściwy obóz był w budowie. Planowano, aby w obozie docelowo znalazło się miejsce dla ok. 1 tys. więźniów, jednak zamierzenia tego nie udało się zrealizować. 17 stycznia 1945 r. w obozie przebywało dokładnie 202 więźniów.

### Warunki pracy
Osadzonych tu Żydów zatrudniono przy wznoszeniu ogrodzenia wokół planowanego obozu, pozostałych w hucie przy pracach pomocniczych: wyładunku koksu i żwiru oraz przy kopaniu fundamentów pod nowe hale fabryczne.

### Koniec funkcjonowania
19 stycznia 1945 nastąpiła likwidacja obozu i ewakuacja więźniów do Gliwic, a później do KL Sachsenhausen.
Część z osadzonych (144 więźniów) zmarło w trakcie marszu śmierci do obozu Leitmeritz (Litomierzyce). Dotarło tam 58 więźniów.